# Rhinogobius ponkouensis
Rhinogobius ponkouensis är en fiskart som beskrevs av Huang och Chen 2007. Rhinogobius ponkouensis ingår i släktet Rhinogobius och familjen smörbultsfiskar. Inga underarter finns listade i Catalogue of Life.